# Совєтський (Нижньогородська область)
Совєтський (рос. Советский) — селище в Большемурашкинському районі Нижньогородської області Російської Федерації.
Населення становить 1055 осіб. Входить до складу муніципального утворення Совєтська сільрада.

## Історія
Від 2009 року входить до складу муніципального утворення Совєтська сільрада.

## Населення
| 1999 | 2002  | 2010  |
| ---- | ----- | ----- |
| 1219 | ↘1078 | ↘1055 |